# Собор Чивидале-дель-Фриули
Собор Санта-Мария-Ассунта в Чивидале-дель-Фриули (итал. Duomo di Santa Maria Assunta, Cividale del Friuli) — католический собор в центре города Чивидале-дель-Фриули (Фриули — Венеция-Джулия); главная церковь архиепархии Удине. Первая церковь на этом месте была построена в VIII веке по заказу главы Аквилейского патриархата Каллисто. В 1348 году храм был сильно поврежден землетрясением. В конце XVIII века архитекторы Джорджо Массари и Бернардино Маккаруцци провели масштабную перестройку интерьеров. C 1909 года — малая базилика.

## История и описание
Первая церковь, построенная на месте Собора была возведена в VIII веке по заказу Аквилейского патриарха по имени Каллисто (Callisto, ум. 756). В 1348 году здание было серьёзно повреждено землетрясением; новое землетрясение от 8 августа 1364 года усилило разрушения. В XV веке архитектор Бартоломео делле Цистерне (Bartolomeo delle Cisterne) получил заказ на реконструкцию и перестройку здания в стиле «интернациональной готики».
Работы продолжались долго — когда Цистерне умер, в 1480 году, строительство оставалось незавершенным. В 1502 году разрушилась часть нового, ещё не открытого, здания. Вскоре после этого реконструкция была поручена скульптору и архитектору Пьетро Ломбардо, который построил нынешний собор в смешанном готико-ренессансном стиле. В конце XVIII века архитекторы Джорджо Массари и Бернардино Маккаруцци провели масштабную перестройку церковных интерьеров. В июне 1909 года папа Пий X возвел храм в ранг малой базилики.